# História genética das Ilhas Britânicas

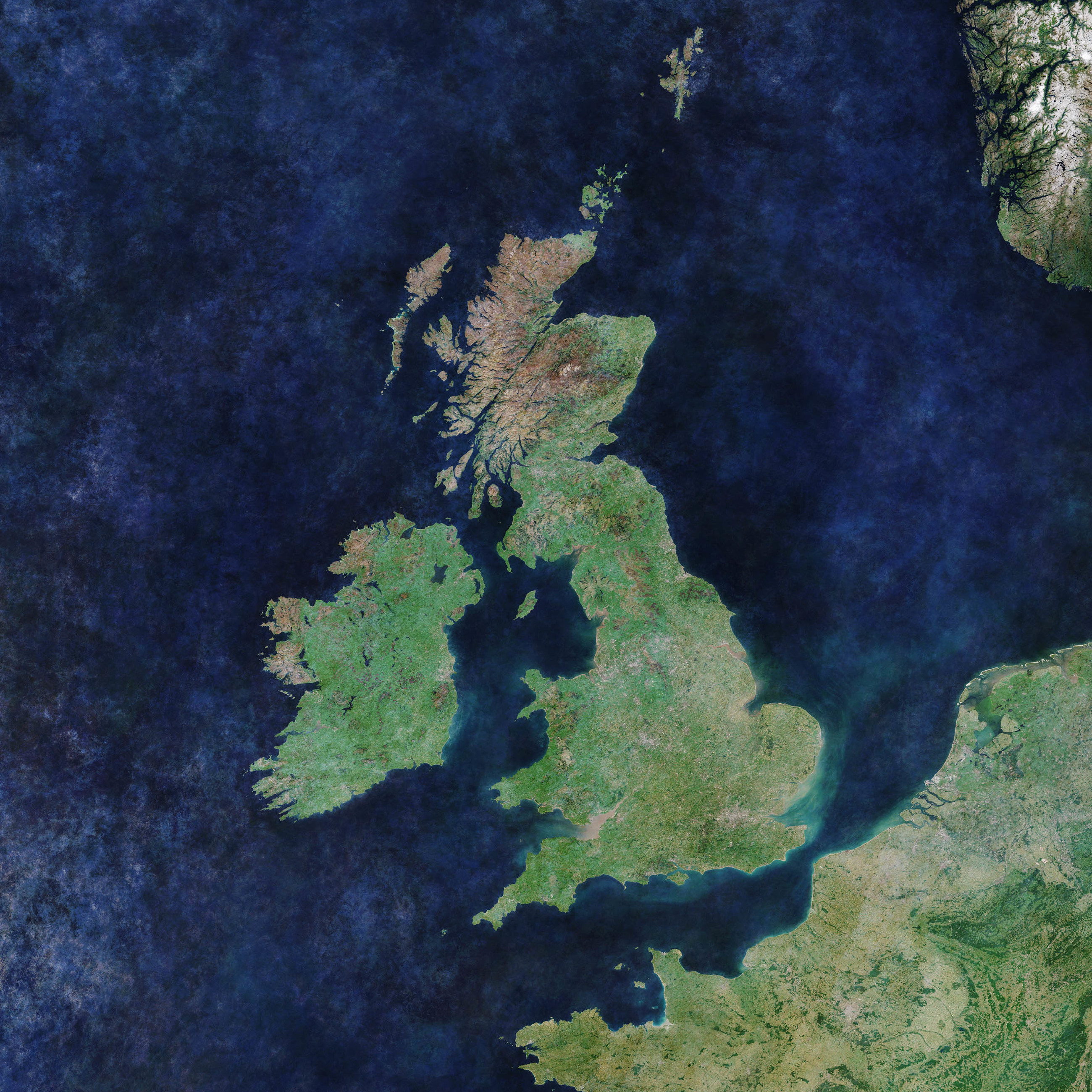
as Ilhas Britânicas

A história genética das Ilhas Britânicas é uma área de pesquisa dentro do campo da genética populacional humana. Desenvolveu-se paralelamente a tecnologias de teste de DNA capazes de identificar semelhanças e diferenças genéticas entre populações modernas e antigas.
As conclusões da genética populacional sobre as Ilhas Britânicas, por sua vez, se baseiam e contribuem para um campo mais amplo de compreensão da história da ocupação humana da área, complementando o trabalho em Linguística, Arqueologia, História e Genealogia.

## Análises de DNA nuclear e antigo

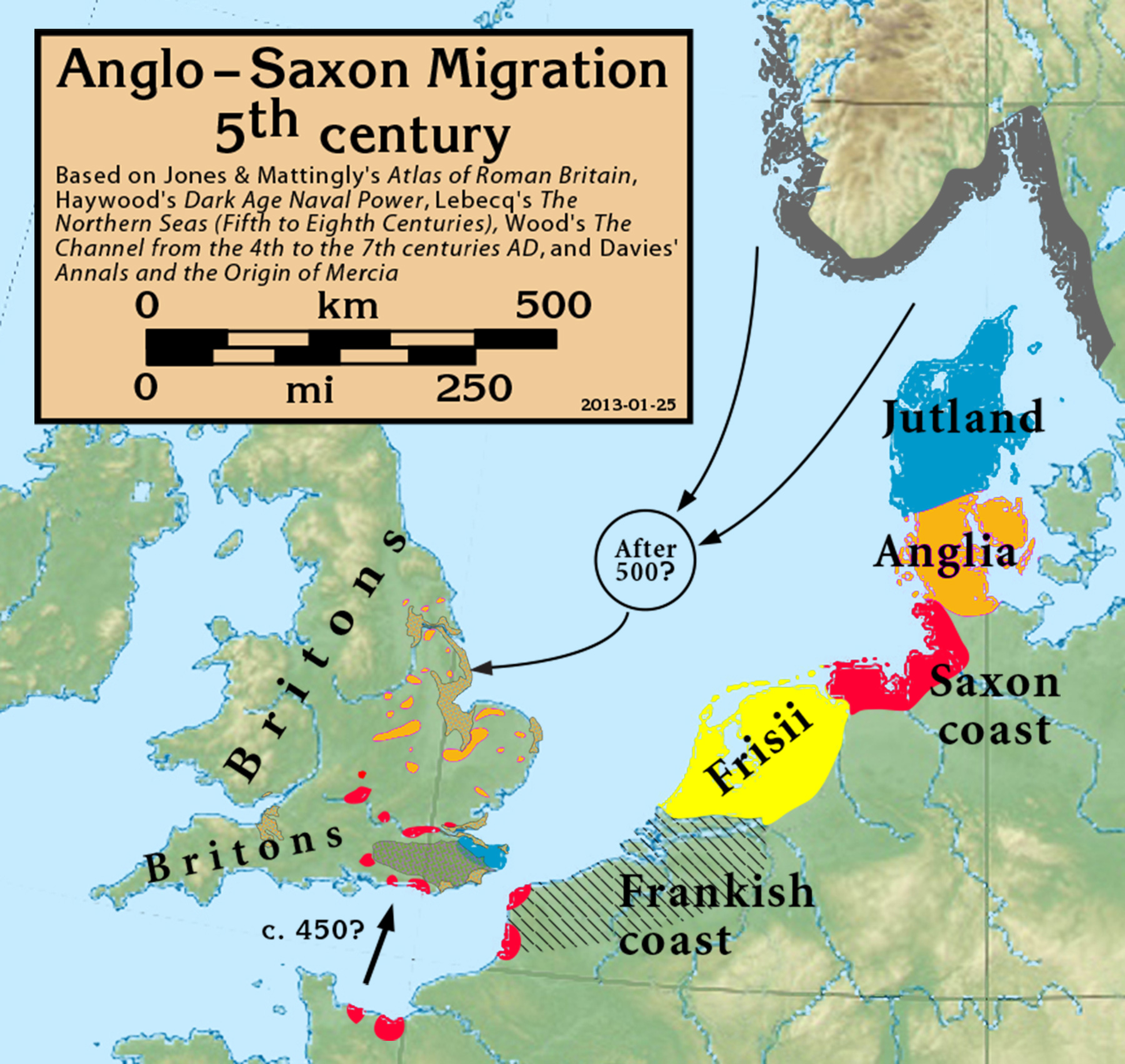
Migração anglo-saxónica no século V.

### Paleolítico
Após o Último Máximo Glacial, há evidências de repovoamento das Ilhas Britânicas durante o final do Paleolítico Superior, a partir de 15,5 mil anos atrás. Restos de esqueletos humanos desse período são raros e incluem uma mulher da Caverna de Gough (Somerset, Inglaterra), geneticamente similar ao indivíduo Goyet-Q2, datado de 15 mil anos atrás e encontrado nas Cavernas Goyet na Bélgica. A mulher da Caverna de Gough carregava o haplogrupo U8a do DNA mitocondrial, encontrado em vários indivíduos magdalenianos na Europa, mas não em nenhum outro indivíduo antigo da Grã-Bretanha. Um homem encontrado na Caverna de Kendrick (País de Gales) e datado de 14 mil anos atrás, foi considerado geneticamente semelhante ao cluster Villabruna, também conhecido como ascendência dos Caçadores-coletores ocidentais. Esta ascendência é encontrada em indivíduos mesolíticos britânicos posteriores. O haplogrupo U5a2 do DNA mitocondrial do indivíduo da Caverna de Kendrick também é encontrado em várias amostras mesolíticas britânicas.

### Mesolítico
Os britânicos mesolíticos pertenciam à população dos Caçadores-Coletores ocidentais (WHG em inglês) e, portanto, estavam intimamente relacionados a outras populações mesolíticas em toda a Europa Ocidental. Esses caçadores-coletores tinham pele escura, cabelos escuros cacheados ou ondulados, olhos claros e intolerância à lactose.

### Agricultores do Neolítico Continental
A mudança para o Neolítico nas Ilhas Britânicas (c. 4.000 a.C.) acompanhou uma mudança populacional significativa. Os indivíduos neolíticos que ocuparam as ilhas eram próximos a populações da Península Ibérica e Europa Central do Neolítico Inferior e Médio, modeladas como tendo aproximadamente 75% de ancestralidade de agricultores anatólicos, com o restante vindo dos WHG. Isso sugere que a agricultura foi trazida para as Ilhas Britânicas por via marítima, vinda do noroeste da Europa continental, por uma população que era, ou se tornou nas gerações seguintes, relativamente grande.
Em algumas regiões, os indivíduos neolíticos britânicos tinham uma pequena quantidade (cerca de 10%) de ancestralidade em excesso de WHG quando comparados com os agricultores ibéricos do Neolítico Inferior, sugerindo que havia um fluxo gênico adicional dos caçadores-coletores britânicos do Mesolítico para a população de agricultores recém-chegados: enquanto indivíduos neolíticos do País de Gales não têm mistura detectável de genes de caçadores-coletores locais, aqueles do sudeste da Inglaterra e Escócia mostram a maior mistura adicional de genes WHG locais e aqueles do sudoeste e centro da Inglaterra são intermediários.

### Bell Beaker da Idade do Bronze
Segundo Olalde et al. (2018), a propagação da Cultura do Vaso Campaniforme para a Grã-Bretanha a partir do baixo Reno no início da Idade do Bronze introduziu altos níveis de ancestralidade da Estepe Pôntica, resultando em uma mudança quase completa do pool genético local dentro de alguns séculos, substituindo cerca de 90% das linhagens locais derivadas do Neolítico entre 2.400 e 2.000 a.C. Essas pessoas exibindo a cultura Campaniforme provavelmente eram uma ramificação da cultura da Cerâmica Cordada, pois tinham pouca afinidade genética com os povos ibéricos da Cultura Campaniforme.
De acordo com o geneticista David Reich, o sul da Grã-Bretanha viu um aumento no DNA neolítico em torno da Idade do Ferro ao período romano, o que pode ser atribuído a um ressurgimento da população nativa do Neolítico, aos celtas da Idade do Ferro ou migrações do período romano.
Um estudo anterior estimou que os ingleses modernos derivam um pouco mais da metade de sua ascendência e genética de uma combinação de ascendência dos agricultores anatólios e caçadores-coletores ocidentais, com o elemento derivado da Estepe Pôntica (semelhante ao povo yamnaya) compondo o restante. Descobriu-se que os escoceses tem mais ascendência oriunda dos povos da estepe e caçadores-coletores ocidentais do que os ingleses. Essas proporções são semelhantes a outras populações do noroeste da Europa.

### Anglo-saxões
Pesquisadores usaram DNA antigo para determinar o impacto genético dos anglo-saxões nas populações modernas das Ilhas Britânicas.
Um estudo de 2016, usando DNA da Idade do Ferro e da era anglo-saxônica encontrado em túmulos em Cambridgeshire, calculou que dez amostras modernas do leste da Inglaterra tinham uma média 38% de ascendência anglo-saxônica, enquanto dez amostras do País de Gales e Escócia tinham 30% de anglo-saxão cada uma. No entanto, os autores observaram que a semelhança observada entre os vários grupos amostrais possivelmente se deve a uma migração interna mais recente.
Outro estudo de 2016, usando evidências de enterros encontrados no norte da Inglaterra, descobriu que uma diferença genética significativa estava presente em indivíduos da Idade do Ferro e da era romana por um lado, e do período anglo-saxão do outro. Amostras do atual País de Gales eram semelhantes às da Idade do Ferro e dos enterros romanos, enquanto amostras de grande parte da Inglaterra moderna, em particular da Ânglia Oriental, estavam mais próximas do enterro da era anglo-saxônica. Isso demonstrou um "impacto profundo" das migrações anglo-saxônicas no pool genético inglês moderno, embora nenhuma porcentagem específica tenha sido fornecida no estudo.
Um terceiro estudo combinou os dados antigos de ambos os estudos anteriores e os comparou com um grande número de amostras modernas das Ilhas Britânicas, concluindo que as populações modernas do sul, centro e leste da Inglaterra eram de "uma ascendência predominantemente anglo-saxônica", enquanto as do norte e sudoeste da Inglaterra possuíam uma maior ancestralidade autóctone.
Um estudo de 2022, focando especificamente na questão do assentamento anglo-saxão, amostrou 460 indivíduos do noroeste da Europa do período medieval e concluiu que, no leste da Inglaterra, a imigração em larga escala, incluindo homens e mulheres, ocorreu na era pós-romana, com até 76% da ascendência desses indivíduos provenientes da área costeira do Mar do Norte da Europa continental. Os autores também observaram que, embora uma grande proporção da ancestralidade do inglês moderno seja derivada da migração anglo-saxônica, ela foi diluída pela migração posterior de uma fonte populacional semelhante à da França da Idade do Ferro.

### Vikings
Evidências históricas e toponímicas sugerem que houve uma migração viking considerável para muitas partes do norte da Grã-Bretanha. No entanto, particularmente no caso dos colonos da Dinamarca, diferenciar sua contribuição genética para as populações modernas daquela dos anglo-saxões apresentou dificuldades.
Um estudo de 2020, que usou DNA antigo de todo o mundo viking, além de dados modernos, observou que amostras antigas da Dinamarca mostraram semelhanças com amostras da Dinamarca e Inglaterra modernas. Embora a maior parte dessa semelhança tenha sido atribuída à colonização anterior dos anglo-saxões, os autores do estudo observaram que as populações britânicas também carregavam uma pequena quantidade de ascendência "similar à sueca" que estava presente nos vikings dinamarqueses, mas improvável de ter sido associados aos anglo-saxões. A partir disso, foi calculado que os ingleses modernos têm aproximadamente 6% de sua ancestralidade de origem viking dinamarquesa, com os escoceses e irlandeses tendo até 16%. Além disso, foi constatado que as populações de todas as áreas das Ilhas Britânicas têm de 3 a 4% de ascendência viking norueguesa.

### Populações irlandesas
Um estudo de 2015, com dados do Neolítico e da Idade do Bronze, mostrou uma diferença genética considerável entre os indivíduos durante os dois períodos, o que foi interpretado como resultado de uma migração de povos indo-europeus. Esses indivíduos, com ascendência significativa dos proto-indo-europeus, mostraram fortes semelhanças com os irlandeses modernos. O estudo concluiu que "essas descobertas juntas sugerem o estabelecimento de aspectos centrais do genoma irlandês há quatro mil anos".
Outro estudo, usando dados autossômicos modernos, encontrou um grande grau de similaridade genética entre as populações do nordeste da Irlanda, sul da Escócia e Cumbria, o que foi interpretado como refletindo o legado da colonização de povoamento do Úlster no século XVII.

## Haplogrupos

### DNA mitocondrial
Bryan Sykes dividiu os resultados do DNA mitocondrial em doze haplogrupos para várias regiões das ilhas:
- Haplogrupo H
- Haplogrupo I
- Haplogrupo J
- Haplogrupo T
- Haplogrupo V
- Haplogrupo W
- Haplogrupo X
- Haplogrupo U

E, dentro do haplogrupo U:
- Haplogrupo U2
- Haplogrupo U3
- Haplogrupo U4
- Haplogrupo U5

Sykes descobriu que o padrão de haplogrupo de DNA mitocondrial era semelhante em toda a Inglaterra, mas com uma tendência distinta de leste e norte para oeste e sul. Haplogrupos menores foram encontrados principalmente no leste da Inglaterra. O haplogrupo H é dominante na Irlanda e no País de Gales, embora algumas diferenças tenham sido encontradas entre o norte, o centro e o sul do País de Gales - havia uma ligação mais próxima entre o norte e o centro de Gales do que qualquer um com o sul.
Estudos de DNA antigo demonstraram que os antigos britanos e anglo-saxões carregavam uma variedade de haplogrupos de DNA mitocondrial, embora o tipo H fosse comum entre ambos.

### Haplogrupos do cromossomo Y
Sykes também designou cinco principais haplogrupos do cromossomo Y para várias regiões da Grã-Bretanha e Irlanda:
- Haplogrupo R1b
- Haplogrupo R1a
- Haplogrupo I
- Haplogrupo E1b1b
- Haplogrupo J

Haplogrupo R1b é dominante em toda a Europa Ocidental, tendo se dispersado por essa região graças aos povos pastores oriundos da Estepe Pôntica.
Um subclado de R1b comum na Grã-Bretanha é o R1b-U106, que atinge suas frequências mais altas nas áreas adjacentes ao Mar do Norte, como sul e leste da Inglaterra, Holanda e Dinamarca, sendo associado, devido à sua distribuição, às migrações anglo-saxônicas. Análises de  DNA antigo mostraram que também estava presente na Britânia romana, possivelmente entre os descendentes de mercenários germânicos.
Irlanda, Escócia, País de Gales e o noroeste da Inglaterra são dominados pelo subhaplogrupo R1b-L21, que também é encontrado na Bretanha (França), Galícia (Espanha) e oeste da Noruega. Essa linhagem é frequentemente associada aos celtas, já que a maioria das regiões onde é predominante teve uma presença significativa da língua celta no período moderno e se associa a uma identidade cultural celta nos dias atuais. Também estava presente entre os britanos no leste da Inglaterra antes das invasões anglo-saxônicas e vikings, bem como soldados romanos em York que eram descendentes de nativos.
Existem vários Haplogrupos de cromossomo Y menores e geograficamente bem definidos sob R1b na Europa Ocidental.
O Haplogrupo R1a, um primo próximo de R1b, é mais comum na Europa Oriental. Na Grã-Bretanha, tem sido associado à migração de vikings. 25% dos homens na Noruega pertencem a este haplogrupo; é muito mais comum na Noruega do que no resto da Escandinávia. Cerca de 9% de todos os homens escoceses pertencem ao subclado norueguês R1a, que atinge mais de 30% em Shetland e Órcades.
Haplogrupo I é um agrupamento de várias linhagens distantemente relacionadas. Dentro da Grã-Bretanha, o subclado mais comum é o I1, que também ocorre com frequência no noroeste da Europa continental e no sul da Escandinávia e, portanto, foi associado ao assentamento dos anglo-saxões e vikings. Um homem anglo-saxão do norte da Inglaterra, que morreu entre os séculos VII e X, foi determinado como pertencente ao haplogrupo I1.
Os haplogrupos E1b1b e J na Europa são considerados marcadores de movimentos neolíticos do Oriente Médio para o sul da Europa e provavelmente para o norte da Europa a partir daí. Esses haplogrupos são encontrados com mais frequência no sul da Europa e norte da África. Ambos são raros no norte da Europa; E1b1b é encontrado em 1% dos homens noruegueses, 1,5% dos escoceses, 2% dos ingleses, 2,5% dos dinamarqueses, 3% dos suecos e 5,5% dos alemães. Atinge o seu pico na Europa no Kosovo (47,5%) e Grécia (30%).